# Michaëlle Jean
Michaëlle Jean (ur. 6 września 1957 w Port-au-Prince) – dziennikarka kanadyjska, działaczka państwowa, gubernator generalny Kanady od września 2005 do 1 października 2010.

## Życiorys
Do 1968 wychowywała się na Haiti, skąd jej rodzina wyjechała w okresie dyktatury François Duvaliera. Studiowała na uniwersytecie w Montrealu, uzupełniała wykształcenie na uczelniach włoskich w Perugii i Mediolanie. Jest laureatką kilku wyróżnień za pracę dziennikarską, autorką reportaży; współpracowała zarówno z anglojęzyczną telewizją Canadian Broadcasting Corporation, jak i francuskojęzycznym Radio-Canada.
W sierpniu 2005 premier Kanady Paul Martin desygnował Michaëlle Jean na 27. gubernatora generalnego Kanady, w związku z upływem kadencji Adrienne Clarkson. Jean była pierwszą czarnoskórą osobą oraz trzecią kobietą na tym stanowisku. Została zaprzysiężona 27 września 2005.
Oficjalnie otworzyła Zimowe Igrzyska Olimpijskie w Vancouver w 2010.
Zakończyła urzędowanie 1 października 2010. Na kilka tygodni przed jej ustąpieniem ze stanowiska ogłoszono, iż decyzją sekretarza generalnego ONZ została mianowana specjalnym wysłannikiem UNESCO na Haiti. Nową funkcję objęła w październiku 2010.
Jej mężem jest Jean-Daniel Lafond, kanadyjski reżyser filmów dokumentalnych; ma adoptowaną córkę.